# Faro di İnceburun
Il Faro di İnceburun (in turco İnceburun Feneri) è un faro attivo sulla costa del Mar Nero nella provincia di Sinope, in Turchia.
Il faro in muratura fu costruito nel 1863 a İnceburun (letteralmente: "Capo Tagliente"), sulle scogliere del punto più settentrionale dell'Anatolia. Si trova a circa 25 km a nord-ovest di Sinope. La torre del faro, alta 12 m e dotata di un ballatoio intorno alla sala delle lanterne, ha la forma di un prisma ottagonale nella metà superiore e poggia su una base a pianta quadrata ed è dipinta di bianco. Ad essa è annessa una casa del custode a un piano e altri tre edifici i quali fanno parte della stazione del faro. Con un'altezza focale di 26 m, il faro lampeggia di bianco quattro volte ogni 20 secondi.
Il faro è accessibile ma la torre è chiusa al pubblico. La guardiania del faro è affidata alla famiglia Çilesiz, che svolge il lavoro in quinta generazione.